# Augustus Wollaston Franks
Augustus Wollaston Franks, né le 20 mars 1826 à Genève – mort le 21 mai 1897, est un antiquaire et administrateur de musée anglais, qualifié par Marjorie Caygill, historienne du British Museum, comme « probablement le collectionneur le plus important dans l'histoire du British Museum et l'un des plus grands collectionneurs de son temps ».

## Jeunesse
Né à Genève, il est le fils aîné du capitaine Frederick Franks de la Royal Navy et de Frederica Anne, fille de John Sebright. Son parrain est William Hyde Wollaston, un ami de sa mère. Ses jeunes année se passent essentiellement à Rome et Genève. En septembre 1839 il entre au collège d'Eton où il reste jusqu'en 1843.
Franks poursuit ses études au Trinity College (Cambridge). Il commence très jeune sa collection de relevés en empreintes, finalement offerte à la Society of Antiquaries. Un des fondateurs de la Cambridge Architectural Society et un des premiers membres de la Cambridge Antiquarian Society, il est également l'un des quatre étudiants membres du Ray Club. Lorsqu'il quitte Cambridge en 1849, Franks se consacre au Royal Archaeological Institute nouvellement créé et pose les fondations de ses connaissances en art ancien et médiéval en prêtant ses collections pour des congrès annuels. En 1850, il est secrétaire de la première exposition d'art médiéval organisée dans les salles de la Royal Society of Arts.

## Au British Museum
En 1851, Franks est nommé assistant au département des antiquités du British Museum. Le poste est nouvellement créé et son objet est de développer une collection d'« antiquités britanniques ». Au long d'une carrière de 45 ans au musée, Franks créera cinq départements distincts. David M. Wilson écrit : « À bien des égards Franks est le second fondateur du British Museum ».

### Administrateur
Au British Museum, et en tant que directeur de la Society of Antiquaries of London, nomination reçue en 1858, il devient la principale autorité en Angleterre sur les antiquités médiévales de tous genres, que ce soit la porcelaine, le verre, les objets d'intérêt anthropologique et des œuvres d'art postérieures à la période classique.
En 1866, les antiquités médiévales et britanniques et les collections ethnographiques du British Museum (en) sont réunies dans un département indépendant placé sous son autorité comme conservateur des antiquités médiévales et de l'ethnographie britannique. La collection Christy d'ethnographie de Victoria Street à Londres est également sous sa garde avant son incorporation dans les collections du British Museum. Il devient vice-président et finalement président de la Société des Antiquaires et en 1878, il refuse le titre de bibliothécaire principal (titre alors porté par le directeur du British Museum).
Franks prend sa retraite à l'occasion de son 70e anniversaire en 1896.

### Acquisitions
En 1855, Franks est chargé d'acquérir pour le musée les plus belles pièces de la collection de Ralph Bernal, politicien du parti libéral et collectionneur, dont l'exceptionnel cristal de Lothaire. En 1892, il réussit à réunir les 8,000 £ nécessaires à l'achat de la Coupe de sainte Agnès; « Pour Franks, ce fut sa plus grande acquisition et celle dont il était le plus fier ». Il avait dû temporairement financer l'achat avec 5 000 £ de son propre argent.

Vers la fin de sa carrière il écrit : 

« Je pense que je peux dire avec assez de justesse que j'ai créé le département dont je suis maintenant le conservateur et à un coût très modéré pour le pays. Quand je fus nommé au musée en 1851, les rares collections sur lesquelles le département s'est développé occupaient une longueur de 154 pieds de vitrines murales et 3 ou 4 boîtes de table. Les collections occupent maintenant 2250 pieds de longueur de vitrines murales, 90 boîtes de table et 31 boîtes verticales, sans parler des nombreux objets placés sur les boîtes ou sur des murs »

.
Franks a usé de son influence personnelle au nom du musée pour aider à l'acquisition de collections. Cela est vrai pour celles de Felix Slade, John Henderson, lady Fellows pour la collection de Charles Fellows, William Burges et Octavius Morgan (en).

### Collection personnelle
Franks dispose d'une importante fortune personnelle qu'il utilise pour construire des collections personnelles remarquables en parallèle à son travail sur les acquisitions du musée. Bien que cette activité soit celle d'un collectionneur indépendant, elle bénéficie aussi au fonds du British Museum, soit à court soit à long terme. Elle est en grande partie consacrée aux céramiques et objets précieux de l'art médiéval et comprend également de nombreuses pièces du Trésor de l'Oxus et Franks accumule ce côté de sa collection par des concessionnaires en Inde et par des achats à Alexander Cunningham.
Franks fait également autorité en matière d'art classique, en particulier des vestiges romains en Grande-Bretagne. Il met en place une exposition de ses céramiques asiatiques, principalement des porcelaines, au Bethnal Green Museum en 1876. Il collectionne des netsuke et des tsuba du Japon, bagues et récipients à boissons. Il est aussi intéressé par les ex-libris et les cartes à jouer dont il crée d'importantes collections. L'amitié de John Warren le conduit aux ex-libris et il complète l'ouvrage de référence de Charlotte Elizabeth Schreiber sur les cartes à jouer.
Sarah Knight, l'arrière-grand-mère de Franks, était cousine de Richard Payne-Knight, autre riche célibataire bienfaiteur du British Museum. Augustus blâmait sa collectionnite obsessionnelle sur ses gènes. Dans un compte-rendu manuscrit de sa vie découvert en 1983, Franks commence ainsi : « Collectionner est une maladie héréditaire, et je crains incurable ».

## Mort et postérité
Mort le 21 mai 1897, Franks est enterré au cimetière de Kensal Green à Londres. La plupart des pièces de ses collections deviennent propriété de la nation par legs à sa mort quand elles n'ont pas fait l'objet de donations de son vivant. Franks a acheté plus de 20,000 objets importants pour les collections du British Museum.
L'une de ses donations les plus connues est le coffret d'Auzon de Northumbrie du IXe siècle en ivoire avec ses inscriptions runiques. Il avait été rejeté comme « sculptures anciennes en ivoire » et refusé par les administrateurs du musée en 1858 auxquels il avait été proposé pour 100 guinées. En 1867, Franks offre le coffret au British Museum.
Dans le cas de la collection d'armes et armures de Samuel Rush Meyrick, Franks échoue à persuader George Ward Hunt 
de l'acheter complète pour la nation quand Augustus WH Meyrick la met en vente vers 1871. La collection Meyrick est vendue aux enchères et dispersée mais Franks l'achète puis donne des pièces telles que le casque de Meyrick.
Lorsque le British Museum envisage d'acquérir la collection de céramiques de sir Andrew Fountaine et de ses héritiers qui arrive sur le marché en 1884. Franks facilite la transaction en avançant l'argent nécessaire à l'achat.

## Publications
Il est l'auteur de nombreux mémoires sur des sujets archéologiques. Ses publications les plus importantes sont :
- Book of Ornamental Glazing Quarries, Londres 1849.
- Examples of Ornamental Art in Glass and Enamel, 1858.
- Himyaritic Inscriptions from Southern Arabia, 1863.
- Catalogue of Oriental Porcelain and Pottery, 1876 et 1878.
- Japanese Pottery, 1880.
- Catalogue of a Collection of Continental Porcelain, 1896.

Il a également édité Horæ Ferales de John Mitchell Kemble (1863) et Medallic Illustrations of British History de Edward Hawkins 1885. Dans ses écrits consacrés à l'art celtique britannique, il a introduit l'expression « période celtique tardive » mais ses applications se sont révélées source de contentieux et a été considérée quelque peu trompeuse dans l'image européenne de l'art celtique.